# Rudolf Crisolli (Jurist)
Carl Rudolf Crisolli (* 25. Juli 1854 in Bernau bei Berlin; † 26. September 1922 in Berlin) war ein deutscher Jurist und Geheimer Oberkonsistorialrat. 

## Leben und Beruf
Rudolf Crisoll studierte ab 1873 an der Universität Göttingen Rechtswissenschaften. Er trat 1873 der Burschenschaft Hannovera bei. Das Studium schloss er in Berlin ab, wo er auch zum Dr. jur. promoviert wurde. Die Referendarzeit leistete er in Berlin ab. Im Juli 1882 wurde er zum Gerichtsassessor im Bezirk des Kammergerichts ernannt, bat jedoch vier Monate später um seine Entlassung aus dem preußischen Justizdienst und ließ sich in Berlin als Rechtsanwalt nieder. 1893 erfolgte seine Bestellung zum Notar. 
Schon als Anwalt und Notar erwarb er sich Verdienste als Rechtsberater beim Ausbau kirchlicher Einrichtungen in Berlin. Einer inneren Neigung folgend trat er 1901 in den Dienst der kirchlichen Verwaltung beim Königlichen Konsistorium der Provinz Brandenburg und des Stadtkreises Berlin und wurde alsbald zum Konsistorialrat ernannt. 1907 zum Oberkonsistorialrat befördert, war er beauftragt mit der Unterstützung bzw. Vertretung des Präsidenten. 1914 wurde er Mitglied des altpreußischen Oberkirchenrates und zum Geheimen Konsistorialrat ernannt 1919 erfolgte eine weitere Beförderung zum Geheimen Oberkonsistorialrat. 
Rudolf Crisolli hat die Novellierung kirchenrechtlicher Vorschriften in Preußen maßgeblich beeinflusst.
Seine Ehefrau war Auguste Kosky. Ihre beiden Söhne Julius (* 1894) und Karl-August (1900–1935) wurden gleichfalls Juristen, ihr Sohn Wilhelm (1895–1944) Offizier, zuletzt Generalmajor.

## Ehrungen
Für seine Verdienste wurde er mit dem 
- preußischen Roten Adlerorden III. Klasse sowie dem
- preußischen Kronenorden III. Klasse geehrt.

## Veröffentlichungen (Auswahl)
- mit Max Schulz: Verwaltungs-Ordnung für das Kirchliche Vermögen in den östlichen Provinzen der preußischen Landeskirche unter Berücksichtigung des Bürgerlichen Gesetzbuches und seiner Nebengesetze. J. Guttentag, Berlin 1904. 2018/Reprint-Auszüge
- mit Max Schulz: Die Preußischen Kirchensteuergesetze nebst den Ausführungsanweisungen. Carl Heymanns Verlag, Berlin 1907.